# Manuchar Tskhadaia
Manuchar Tskhadaia, né le 19 mars 1985 à Khobi (en), est un lutteur gréco-romain géorgien.

## Biographie
Le 7 août 2012, il obtient la médaille de bronze aux Jeux olympiques de Londres en catégorie des moins de 66 kg.